# إستديو تلفاز
المَبَثّ أو إستديو التلفاز (بالإنجليزية: Television Studio)‏ قاعة جدرانها وأرضيتها عازلة للصوت،  تدعمها عدة قاعات وغرف أخرى وتجهيزات تتعلق بتسجيل أو نقل الصوت والصورة لأي موضوع على أرض الإستديو. وتتفاوت أحجام ومساحات الإستديوهات حسب الغرض منها والتقنية المستخدمة فيها. تؤثر نوعية وحجم الإستديو على خبرة وعدد عناصر الفريق العامل لتشغيله. وهذه المواصفات لابد من وجودها سواء كان استديو يعتمد التناظرية القديمة أو الأجهزة الرقمية الحديثة.

## أنواع الإستديوهات
- الإستديو العام
- إستديو الأخبار
- إستديو الأخبار مؤخرا أصبح جزءا من قاعة التحرير [4]
- إستديو الاستعراضات

- إستديو الدراما
- الإستديو الرقمي
- الإستديو الافتراضي

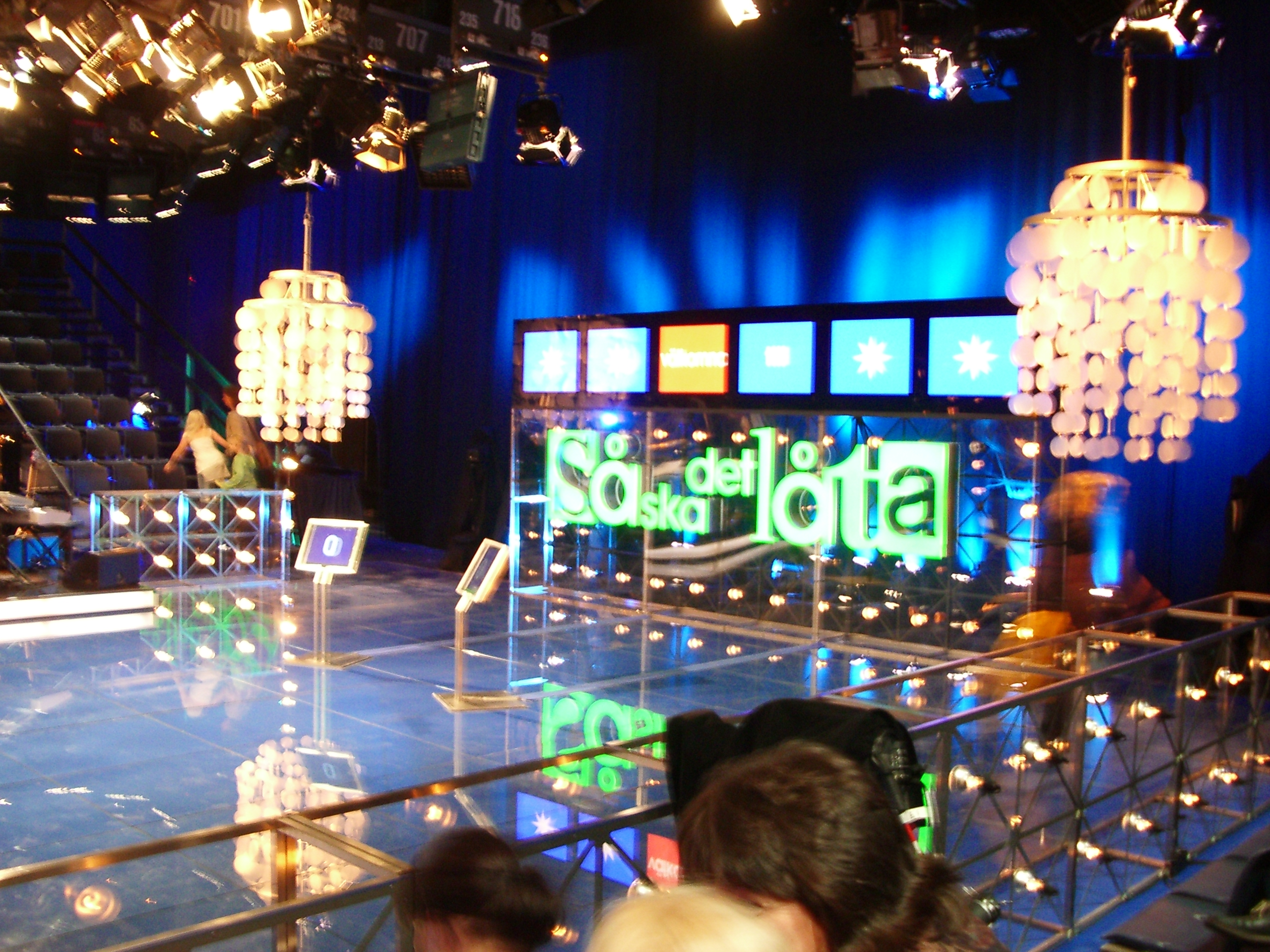
إستديو الاستعراضات مجهز دائما بكراسي للجمهور

الإستديو الافترضي (بالإنجليزية: Vertual Studio)‏. بالرغم من أن هذا الإستديو صغير نسبيا إلا أن إمكاناته غير محدودة وأهم ما فيه أنه ليس بحاجة إلى أية ديكورات أو اكسسوارات، إذ أن اعتماده على خاصية إحلال الألوان في التصوير. والألوان المعتمده هي الأزرق والأصفر والأحمر والأخضر.
- 1. يدهن الإستديو بالكامل بأحد هه الألوان ويقوم المذيع أو مقدم البرامج أو الممثل أو المطرب بأداء ما يجب عليه في هذه الغرفة المدهونة بلون واحد.
- 2. تقوم الأجهزة تقنيا بإحلال صورة أخرى مصورة مسبقا مكان اللون المدهون به الأستديو.
- 3. يشترط أن لا يكون الفنان مرتديا ملابس تحمل لون الأستوديو فيظهر داخل الإستديو وكأنه في المكان الذي تمثله هذه الصورة.
- 4. تستخدم هذه الخاصية في الكثير من الخدع في الأفلام التلفزيونية والسينمائية والأغاني والإعلانات التجارية.
- 5. ولو ألبس الفنان ملابس بنفس لون الأستودي لأمكنه أداء دور الرجل الخفي.
- 6. ولو كانت الصورة المصورة مسبقا لنفسه مع حوار معد خصيصا، يظهر وكأن الفنان يكلم توأمه.
- 7. ويمكن بدل استخدام تصوير مسبق، إضافة رسمة متحركة وشخصيات وهمية، وعند إحلالها يظهر الفنان وكأنه يتفاعل معها.

الإستديو الفائق الجودة
الاستديو فائق الجودة (بالإنجليزية: High Definition)‏. يؤدي هذا الإستديو إلى نتائج ذات نوعية عالية في الصورة، وحين بدأ هذا النظام كانت تكاليفه باهظة ولكن عتد ظهور التقنية الرقمية عموما وتطور الشاشات الرقمية ساهم هذا في انخفاض الكلفة نسبيا.
| الفائق الجودة | الرقمي العادي |
| ------------- | ------------- |
|               |               |

## الفريق العامل
- الفريق الأساسي
- فرق الدعم الإنتاجي
- فرق الدعم التقني

## تجهيزات الإستديو

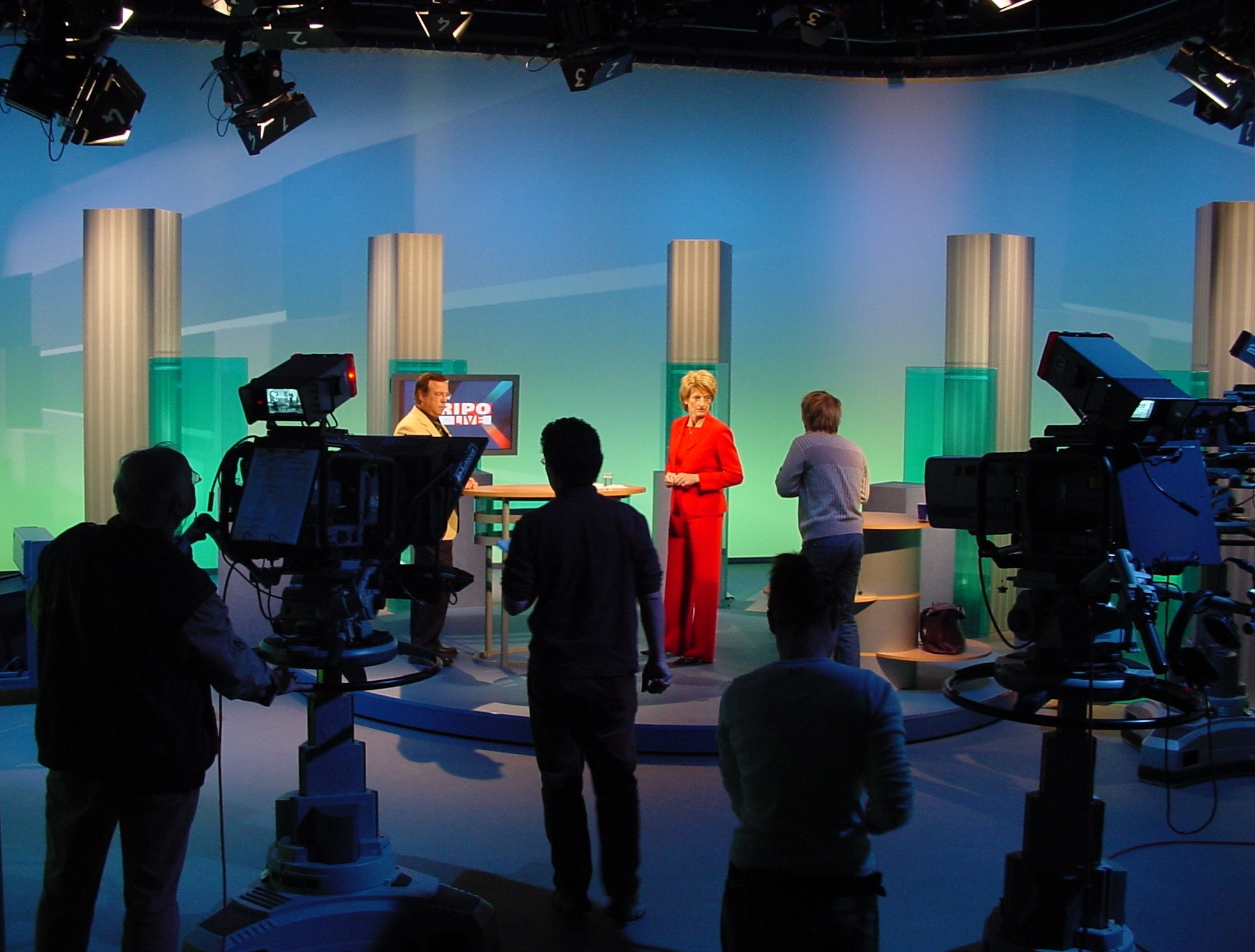
إستديو مكتمل العناصر

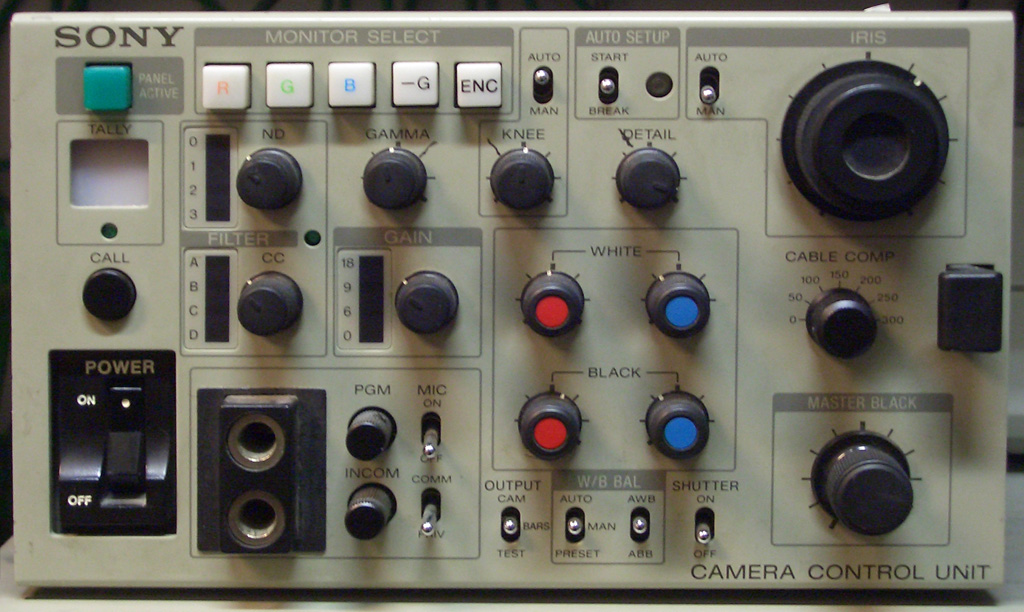
وحدة تحكم بالكاميرا من نوع سوني

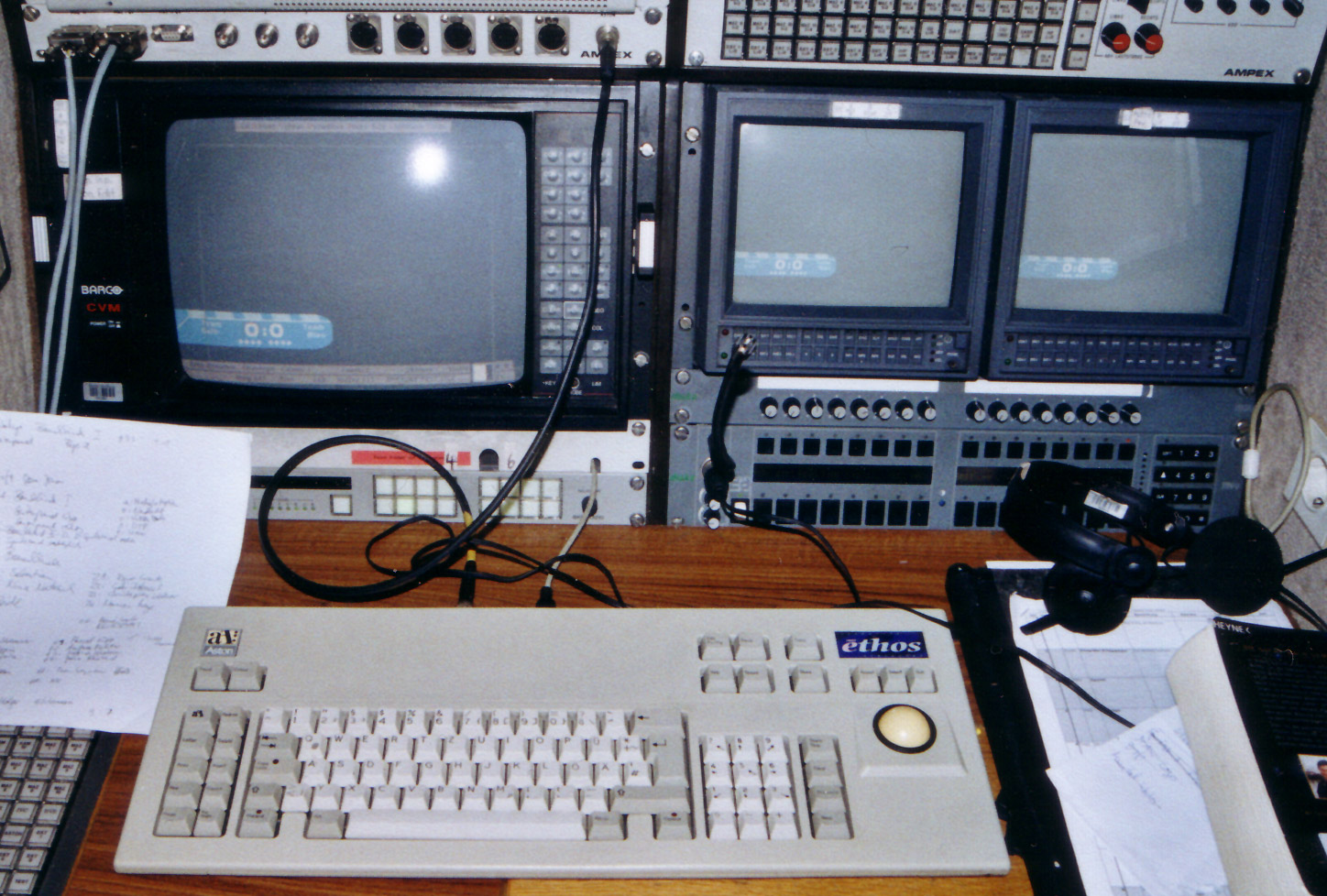
جهاز إنشاء الخطوط من نوع Aston - Ethos

### تجهيزات تقنية

#### تجهيزات للصورة
- (1) كاميرات (بالإنجليزية: Cameras)‏
- 1. عدساتها (بالإنجليزية: Lenses)‏
- 2. وحدة التحكم بالكاميرات (بالإنجليزية: Camera Control Unit)‏
- 3. حواملها (بالإنجليزية: Pedestals)‏
- 4. المرفاع (بالإنجليزية: Crane)‏
- 5. نقالة المرفاع (بالإنجليزية: Crane Vehicle)‏
- 6. الكاميرا المحمولة (بالإنجليزية: Hand-held Camera)‏
- (2) إضاءة (بالإنجليزية: Lighting)‏
- 1. الإضاءة الحادة (بالإنجليزية: Hard Light)‏
- 2. الإضاءة الناعمة (بالإنجليزية: Soft Light)‏
- 3. إضاءة الخلفية (بالإنجليزية: Rim Light)‏
- 4. الإضاءة الباردة (بالإنجليزية: Cool Light)‏
- (3) مازج الصورة (بالإنجليزية: Vision Mixer)‏
- (4) مؤثرات الصورة (بالإنجليزية: Visual Effects)‏
- (5) جهاز إنشاءالخطوط (بالإنجليزية:  Graphics character generator)‏
- (6) شاشات العرض (بالإنجليزية: Monitors)‏

#### تجهيزات للصوت
الصوت أحد العوامل الأساسية المكملة للصورة، وللتعامل مع الصوت علينا فهم طبيعة استخدامنا له والبيئة المطلوب الإيحاء بها من خلال الظروف التي تستخدم بها أجهزة الصوت.
الصوت يمكن أن يعطي إيحاء حول قرب أو بعد مصدره فالصوت الأعلى هو للعنصر المؤدي (الممثل مثلا) الأقرب والصوت الأخفض هو للعنصر المؤدي الأبعد. كماأن الصوت يكمل إيحاء مشاعر الممثل أو المطرب أو الضيف المتكلم. ولذلك يجب الإعداد له بصورة جيدة وبتقنية عالية. وأجهزة الصوت تتكون من العناصر التالية:
- مصادح: (بالإنجليزية: Microphones)‏ ومنها عدة أنواع فالمكثف (بالإنجليزية: Condenser)‏ الذي يلتقط الصوت من جميع الاتجاهات له حساسية عالية، ومنها أحادي الاتجاه أي لا يلتقط الصوت إلا من الاتجاه الموجه إليه وهذا على الأغلب إما محمول وموجه عن بعد أو معلق على منصة الصوت المتحركة ويحركه فني بواسطة ذراع تلسكوبي فوق الممثل متابعا لحركته، ويسمى (بالإنجليزية: Boom)‏.

يمكن للمصادح أن تكون مرتبطة بكابل ويمكن لبعضها أن يكون لاسلكيا. كما تختلف أحجامها من مصدح بحجم 1 سم إلى مصدح بحجم يصل أحيانا طوله إلى أكثر من 30 سم. كما تختلف أشكالها تبعا لطبيعة استخدامها. وتحتفظ الإستديوهات بعدة أطقم من كل الأنواع لتخدمها في المواقف والاحتياجات المختلفة.
وتختلف مصادح المنوعات والاستعراضات عن مصادح الدراما، حيث لا مانع من ظهورها في برامج المنوعات ويتم اختيارها من المصادح الأنيقة والتي تكمل الإبهار المطلوب خصوصا في البرامج الاستعراضية. ولكن يعتبر من الخطأ الفادح ظهورها في المشاهد الدرامية. كما لا يسمح بظهور حتى ظلها في أي مشهد. وكثيرا ما أعيد تصوير مشاهد درامية لأكثر من عشر مرات لهفوات كهذه.
- حوامل المصادح: (بالإنجليزية: Microphone stands - Holders)‏. تتعدد أنواع الحوامل من ملقط صغير بعلق على الصدر إلى منصة الصوت الضخمة التي تحتاج إلى اثنين من الفنيين لتشغيلها، أحدهما لتحريك المصدح والآخر لتحريك المنصة. كما أن هناك حوامل أبسط تعمل كصنارة الصيد يعلق المصدح في أخرها ويحملها الفني حتى أقرب نقطة من الفنان دون أن تظهر في الكادر التلفزيوني.

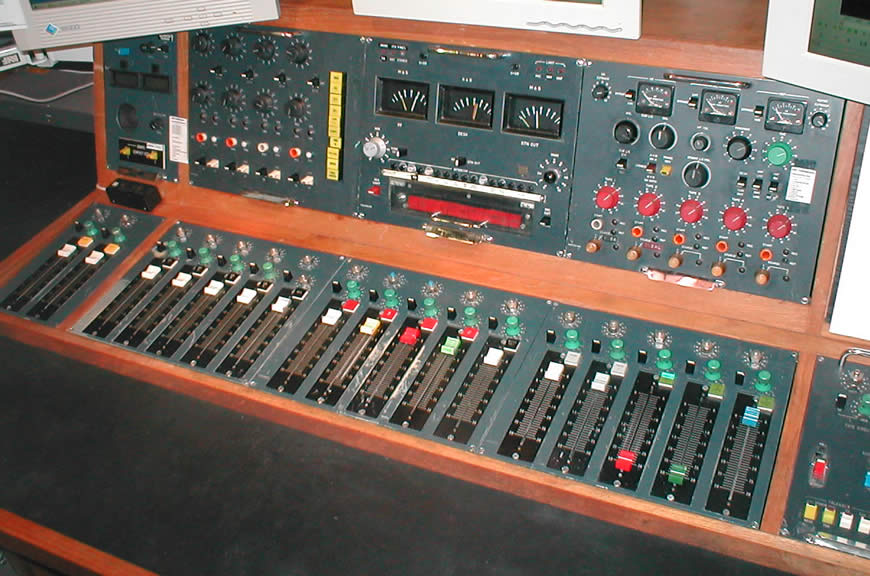
مازج الصوت التقليدي

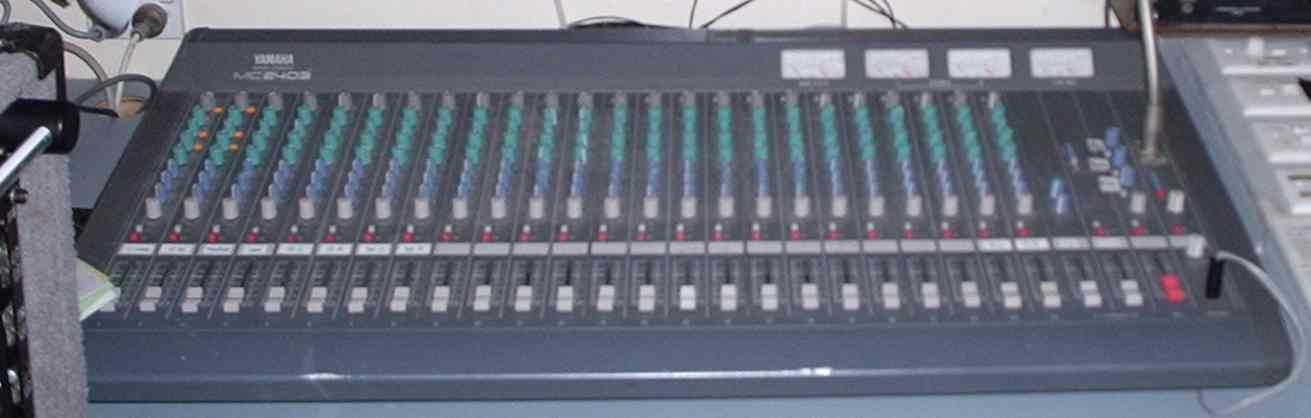
مازج صوت حديث

- مازج الصوت: (بالإنجليزية: Sound Mixer)‏ جهاز تصل إليه كل معدات الصوت في الأستوديو ويقوم مهندس الصوت بموازنتها وضبطها حسب الموقف. ويعتمد على النظام المتبع في الأستوديو بحيث يمكن أن يعتمد التقنية الرقمية أو التقنية التناظرية ويمكن أن يكون لهذا الجهاز إمكانت التسجيل والبث بنظام الدولبي(بالإنجليزية: Dolby)‏ والستيريو(بالإنجليزية: Stereo)‏ أو بنظام المونو (بالإنجليزية: Mono)‏. وفي الجهاز عدة وسائل أخرى منها لتنقية الصوت أو تغليظه أو تنعيمه حسب المطلوب.
- 1. يتصل بهذا الجهاز جميع وسائل الصوت المستخدمة وتربط كل وحدة منها في قناة منفصلة لها مفتاح مازج لرفع أو خفض حدة الصوت الواصل.
- 2.عادة عند فحص الجهاز بالصفير يجب أن تصل قياس الموجة بحد أقصى إلى -4 دي بي (بالإنجليزية: 4DB-)‏
- 3. على جميع هذه القنوات أن تكون متوازنة بحيث تعطي درجة الصوت المناسبة لكل مصدر للصوت.
- 4. ويمكن للجهاز الصغير أن يشمل قناتين للصوت ويمكن أن تصل حتى أربعين أو أكثر من القنوات في الأجهزة الكبيرة.
- 5. يتصل الجهاز بصندوق المؤثرات الصوتية لإحداث أي مؤثر صوتي يحتاجه الموقف.
- 6. كما يمكن إضافة الصدى لأي صوت حسب الحاة وحسب الموقف وبالدرجة المناسبة.
- 7. كما يصل إلى هذا الجهاز الموسيقى المصاحبة للمادة المسجلة، فإن كانت حية فهو موصول مع عدد من المايكروفونات الموضوعة أمام الفرقة الموسيقية.
- 8. كما ينقل الصوت من أشرطة الفيديو المسجلة أو عن سيرفرات الفيديو المسجلة رقميا.
- 9. ومن خلاله أيضا يتم الاتصال الهاتفي أو عبر السواتل الفضائية.

هذه عملية غاية في الدقة، خصوصا إذا كان البرنامج منقولا حيا على الهواء، ولذلك لابد لفريق عمل متناغم يرأسه مهندس للصوت متمرس في العمل ويعرف كي يتفادى المواقف الصعبة.
- أجهزة التسجيل الصوتي: (بالإنجليزية: Audio record and play back facilities)‏
- أجهزة المؤثرات الصوتية: (بالإنجليزية: Sound effects box)‏

#### تجهيزات داعمة
- (1) تكييف الهواء الصامت:
- (2) وسائل الاتصال الداخلي: (بالإنجليزية: Talk back system)‏
- (3) وسائل الاتصال الخارجي: (بالإنجليزية: Four Wire Circuits)‏
- (4) عربة النقل الخارجي: (بالإنجليزية: OB Van)‏ هي غرفة تحكم كاملة لنقل الأحداث الخارجية من راياضية إلى سياسية إلى حفلات منوعات وغيرها، ويمكن أن تستخدم لتغطية فقرات خارجي وتريط مع الأستديو. وهي ستحتاج إلى طاقم مساو للطاقم الفني داخلل الأستوديو إن لم يكن أكبر، اعتمادا على حجمها. عربة النقل الخارجي أصبحت من الضروريات الأساسية لأي محطة مرناة (تلفزيون) تقوم بإنتاج برامجها. وتعتبر كوحدة مستقلة في حد ذاتها. وتربط بالمحطة أو استديو الإنتاج أثناء النقل الخارجي عبر:
- 1. شبكة المايكرويف
- 2. الكابل
- 3. السواتل الفضائية.
- (5)آلات التصوير المحمولة: (بالإنجليزية: ENG Cameras)‏
- (6) شاشة القراءة: (بالإنجليزية: Telepromptors)‏

### تجهيزات لوجستية

#### مكياج
وهذا يلعب دورا هاما خاصة على صحة الشخص مقدم الحصة لأن الإضاءة لمدة طويلة تؤدي به للإصابة بمرض السرطان

## قاعات وغرف أخرى

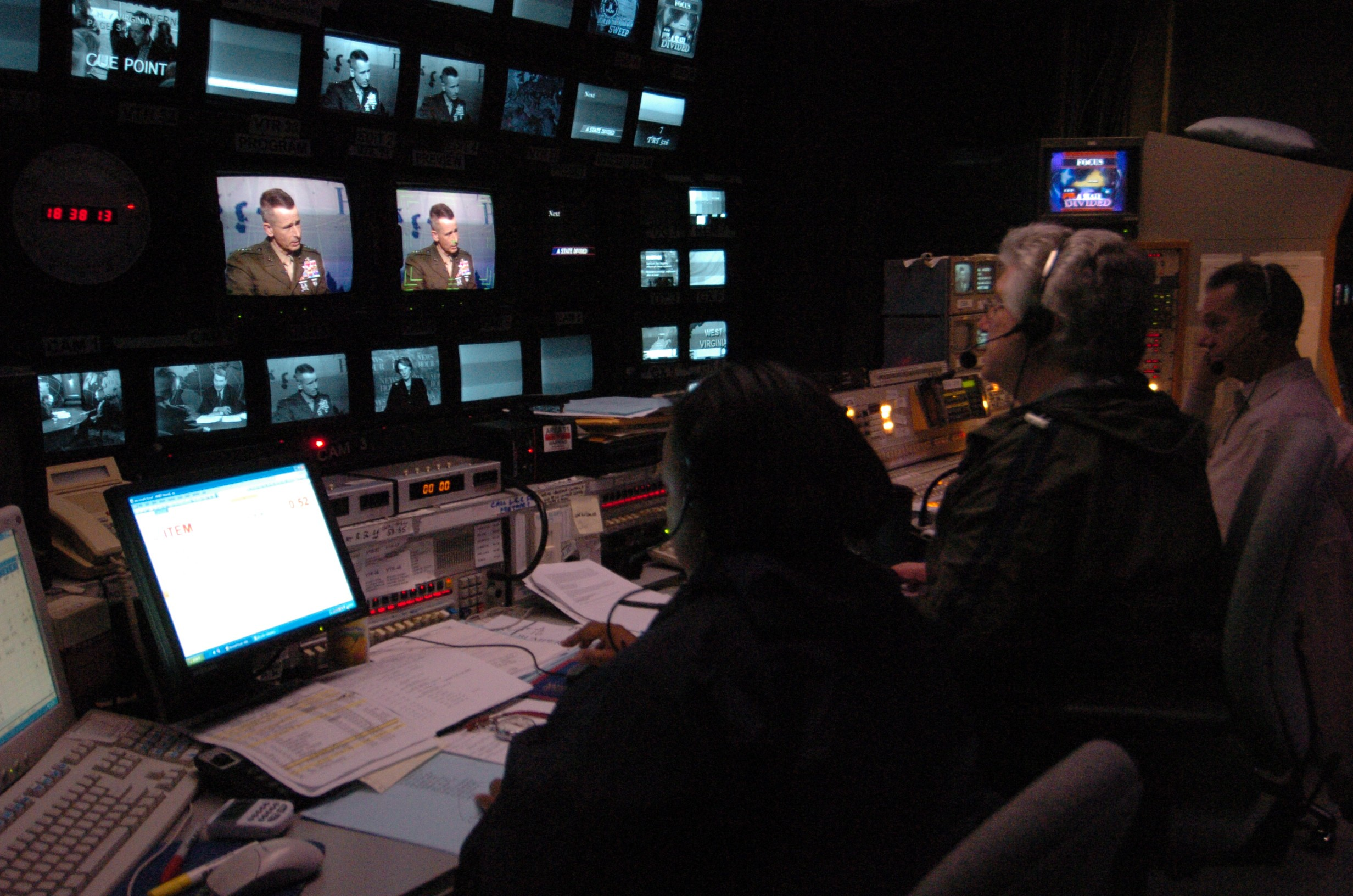
غرفة التحكم الرئيسي

- غرف أساسية
- غرفة تحكم استديو:
- غرفة تحكم الصوت:
- غرفة الفيديو:
- غرفة التحكم الهندسي:
- غرف ما بعد الإنتاج
- غرفة المونتاج الرقمي
- غرفة المزج النهائي للعمل
- غرف داعمة
- غرف الماكياج [5]
- غرف الاستراحة والانتظار
- غرف تبديل الملابس
- مطعم
- مطبخ
- مخازن ومستودعات
- للديكور
- للإكسسوار
- للملابس
- غرف فنية داعمة
- قطع غيار هندسية
- غرف الصيانة الفنية